# San Casimiro de Güiripa
San Casimiro de Güiripa – miasto w Wenezueli, w stanie Aragua.